# Mariakyrkan i Hammarkullen
Mariakyrkan i Hammarkullen, tidigare Tomaskyrkan, är en kyrkobyggnad som är gemensam för Equmeniakyrkan och Angereds församling i Göteborgs stift. Den ligger i stadsdelen Hammarkullen i Göteborgs kommun.

## Tillkomst
Kyrkans namn var vid tillkomsten 1974 Tomaskyrkan och den byggdes av Svenska Missionsförbundet, nuvarande Equmeniakyrkan. Svenska kyrkan bildade tillsammans med Equmeniakyrkan 2011 en samarbetskyrka och avvecklade samtidigt Hammarkullens kyrka, Tomaskyrkan bytte då namn till Mariakyrkan i Hammarkullen.

## Kyrkobyggnaden
Konstruktionen är av trä på en betonggrund kring en atriumgård. Fasaden är ljus med ett stort mörkt kors. Där inryms kyrksal, kapell med andaktsrum, servering, kyrktorg, lekrum, grupprum och kontor. Kyrksalens väggar är delvis i tegel, som delvis är vitslammat och delvis gråtonat. 
I februari 2020 meddelas i pressen att kyrkan är allvarligt mögelskadad och skulle kosta åtta miljoner att renovera. Därför har byggnaden lämnats, men samarbetskyrkan finns kvar i området med verksamhet.  Stadsbyggnadskontoret har givit ett planbesked som möjliggör rivning av Mariakyrkan och bygge på samma plats av ett äldreboende med en kyrka i sig. I samarbete med fastighetsbolaget Odalen fastigheter planeras för detta bygge.